# Râul Avrig
Râul Avrig este un curs de apă, afluent al râului Olt. Cursul superior al râului mai este cunoscut și sub numele de Râul Mare.  Râul se formează la confluența brațelor Avrigel și Auriștea